# Sikorsky S-61R
El Sikorsky S-61R es un helicóptero bimotor usado en tareas de transporte o búsqueda y rescate. Versión desarrollada del S-61/SH-3 Sea King, el S-61R también fue construido bajo licencia por Agusta como AS-61R. El S-61R sirvió en la Fuerza Aérea de los Estados Unidos como CH-3C/E Sea King y como HH-3E Jolly Green Giant, y con la Guardia Costera de los Estados Unidos como H-3F “Pelican”.

## Desarrollo

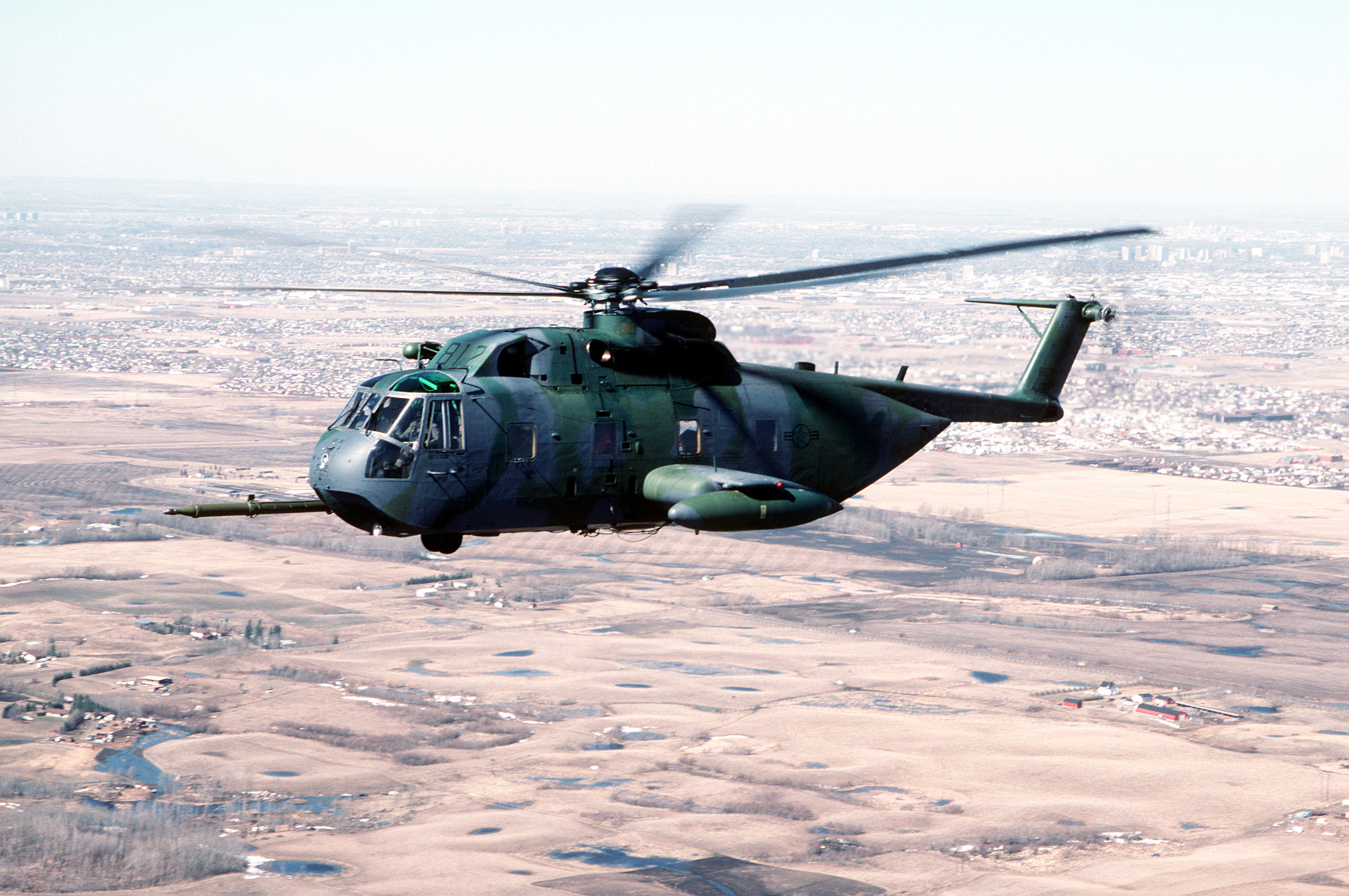
Un HH-3E Jolly Green Giant de la USAF vuela sobre Canadá.

El Sikorsky S-61R fue desarrollado como un derivado de su modelo S-61/SH-3 Sea King. Presenta un fuselaje sustancialmente revisado, con una rampa de carga trasera, casco convencional, aunque estanco, en lugar del casco de barco del S-61, y tren de aterrizaje triciclo retráctil. La forma del fuselaje fue usada por Sikorsky en las posteriores variantes CH-53, y en el muy posterior (aunque del mismo tamaño) S-92.
En 1957, los ingenieros de Sikorsky estaban trabajando en un nuevo modelo para la Armada de los Estados Unidos que reemplazara a los H-34, usados para la guerra antisubmarina. Designado HSS-2 (Helicóptero antiSubmarino Sikorsky), este helicóptero entraría en servicio como SH-3 Sea King. El 9 de enero de 1958, el general Randolph M. Pate, Jefe del Cuerpo de Marines, solicitó por escrito al Jefe de Operaciones Navales (CNO) la compra de HSS-2 modificados para reemplazar a los UH-34 de los Marines. El General Pate recomendó que la versión de transporte fuera designada HR3S (Helicóptero, Transporte, tercer modelo de Sikorsky). Los presupuestos de compra de aeronaves se recortaron en 1958 y el progreso de diseño del HR3S se ralentizó. El 7 de marzo de 1960 se publicaron especificaciones detalladas para el nuevo helicóptero por el CNO. Se especificaron 4 detalles:
- Una rampa de carga trasera.
- Fuselaje con capacidad de amerizaje.
- Listo para evaluación operacional en 1963.
- Modificación de un helicóptero que ya hubiera sido desarrollado.

Mientras el diseño de la versión de transporte de asalto estaba en su revisión final, el HSS-2 estaba siendo probado. Se encontraron problemas de estabilidad y su transmisión principal fue limitada a 2000 hp, a pesar de que a potencia máxima los motores podían producir más. En julio de 1959, antes de la selección del HR3S, Vertol Aircraft Corporation había realizado presentaciones a los Marines de su nuevo modelo, el 107A, y a finales de marzo de 1960, con los ingenieros de Sikorsky todavía peleándose con los problemas en el HSS-2 y diseñando una rampa para el HR3S, Vertol envió un YHC-1A (uno de los primeros prototipos del 107) al Centro de Desarrollo de la Fuerza de Desembarco en la Base del Cuerpo de Marines en Quantico, para ser evaluado por seis pilotos de los Marines. La evaluación de los Marines avaló la adquisición del Vertol 107M. El 20 de febrero de 1962, los Marines seleccionaron el Vertol 107M como ganador de su competición HRX, y entró en servicio con los mismos como CH-46 Sea Knight.
A pesar de la pérdida de la competición HRX, Sikorsky construyó un prototipo del S-61R como aventura privada, con su primer vuelo realizándose en 1963. Durante su desarrollo, la Fuerza Aérea de los Estados Unidos realizó una orden por la aeronave, que fue designada CH-3C. La Fuerza Aérea usó el CH-3C para recuperar pilotos derribados. La variante CH-3E con motores más potentes aparecería en 1965.
La mejorada variante HH-3E aparecería más tarde, con ocho aparatos construidos, y con los 50 CH-3E convertidos a este estándar. Conocido como Jolly Green Giant, el HH-3E presentaba blindaje de protección, depósitos autosellantes, sonda de repostaje en vuelo retráctil, depósitos externos lanzables, un cabestrante de alta velocidad, y otro equipo especializado.
En 1965, la Guardia Costera de los Estados Unidos ordenó una versión designada HH-3F Sea King (conocida más comúnmente por su apodo “Pelican”) para el rescate aeromarítimo todo tiempo. El Pelican presentaba radar de búsqueda con un radomo de antena de morro desalineada a babor, y capacidad de amerizaje.
La italiana Agusta construyó una variante del S-61R bajo licencia, llamada AS-61R. Agusta produjo 22 helicópteros para la Fuerza Aérea Italiana. La compañía afirmó que podría reabrir la línea de producción en 36 meses para construir helicópteros AS-61 adicionales.

## Historia operacional

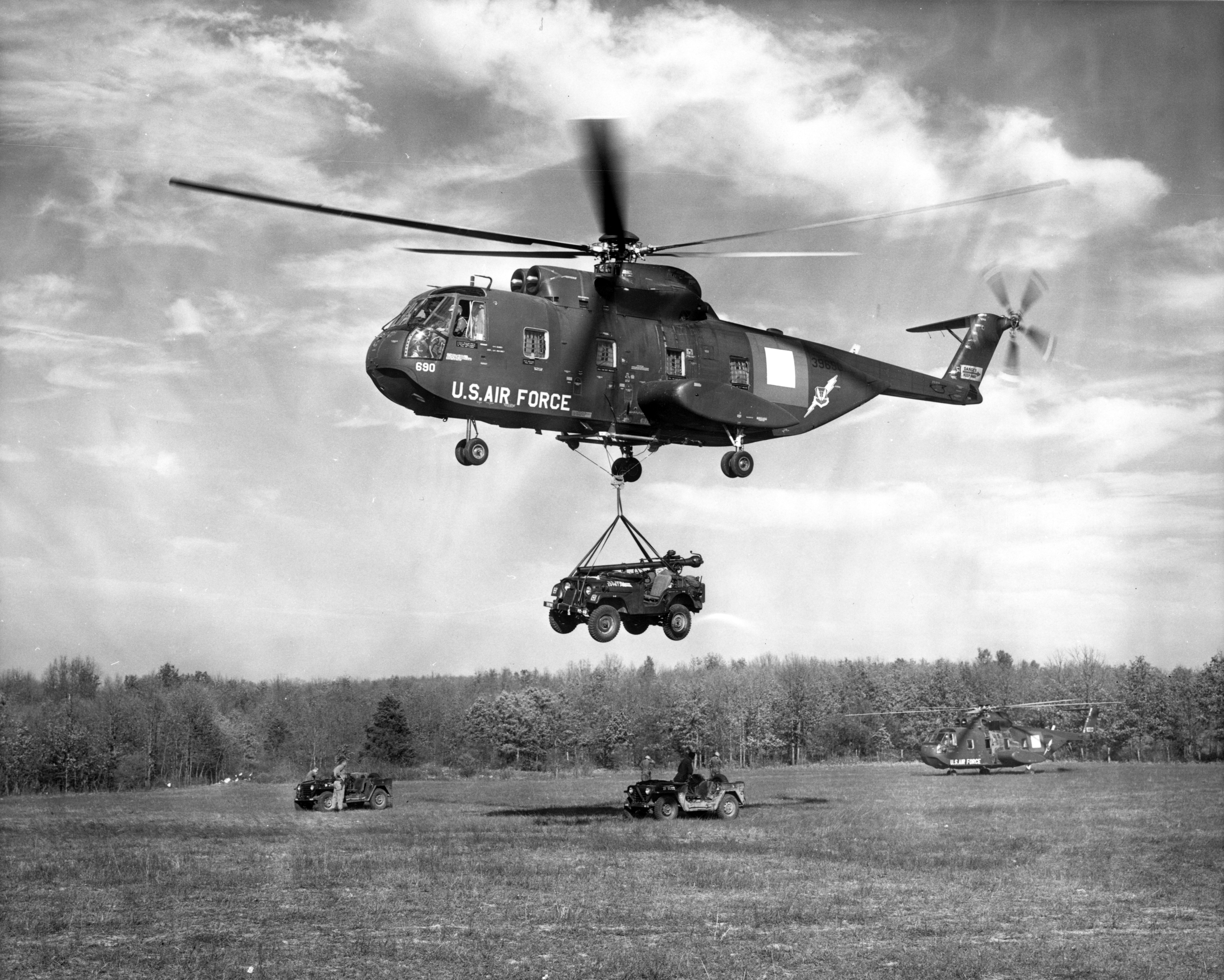
Un CH-3C en los años 60.

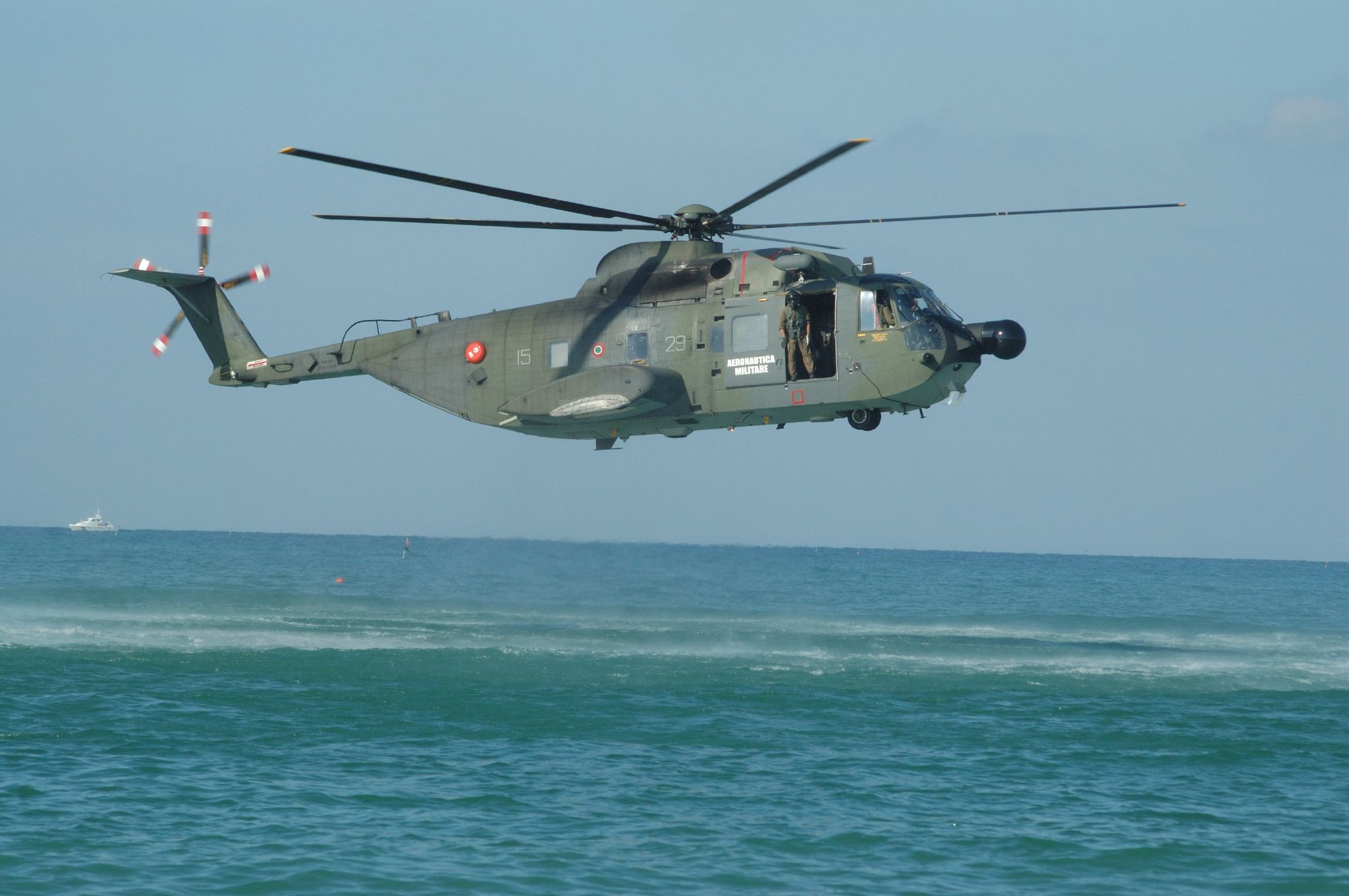
HH-3F de la Fuerza Aérea Italiana.

### Estados Unidos
Las variantes de la USAF sirvieron en numerosos escuadrones de rescate aéreo y escuadrones de rescate y recuperación aeroespacial del Mando Militar de Transporte Aéreo (MAC), escuadrones de rescate del Mando Aéreo de Combate (ACC) y otros mandos principales de la USAF por todo el mundo. Las aeronaves también fueron usadas por una serie de escuadrones de rescate del Mando de la Reserva de la Fuerza Aérea y de la Guardia Aérea Nacional. Todos los HH-3E de la USAF, incluyendo los de la Reserva de la Fuerza Aérea y la Guardia Aérea Nacional, fueron retirados en los años 90 y reemplazados por los actuales HH-60G Pavehawk.
El HH-3F Pelican fue un fiable caballo de batalla para la Guardia Costera de los Estados Unidos desde finales de los años sesenta hasta que fue retirado a finales de los años 90. Todos los HH-3F de la Guardia Costera fueron reemplazados por el HH-60J Jayhawk y estas aeronaves han sido mejoradas desde entonces a la versión MH-60T Jayhawk.

#### Vuelo transatlántico
Entre el 31 de mayo y el 1 de junio de 1967, dos HH-3E de la Fuerza Aérea de los Estados Unidos realizaron el primer vuelo sin escalas a través del Océano Atlántico por un helicóptero. Saliendo desde Nueva York a primera hora, los helicópteros llegaron a la Muestra Aérea de París de 1967 en Le Bourget tras un vuelo de 30 horas y 46 minutos. La operación necesitó nueve repostajes en vuelo. Ambos helicópteros se perdieron más tarde en operaciones de combate en el sudeste de Asia en 1969 y 1970.

### Italia
Agusta comenzó la producción en 1974 y entregó 22 helicópteros como reemplazo de los Grumman HU-16 Albatross usados para misiones SAR (Búsqueda y Rescate) en el mar. Los helicópteros AS-61R de la Fuerza Aérea Italiana realizaron misiones SAR bajo la designación HH-3F en tiempo de paz y C/SAR (SAR de Combate) en tiempos de crisis o por asignación militar. Todos los helicópteros fueron operados por cinco destacamentos del 15º Stormo Stefano Cagna y fueron desplegados en cuatro bases a lo largo de Italia.
Desde 1993, el 15º Stormo realizó misiones de apoyo de evacuación de civiles durante catástrofes y desastres naturales en Italia. El 15º Stormo también estuvo involucrado en misiones SAR en zonas hostiles de las varias operaciones de ultramar donde las Fuerzas Armadas italianas estuvieron desplegadas (Somalia, Albania, Bosnia, Kosovo, Irak y Afganistán).
La Fuerza Aérea italiana retiró los HH-3F el 26 de septiembre de 2014, reemplazándolos por el AgustaWestland AW139 en las tareas SAR.

## Variantes

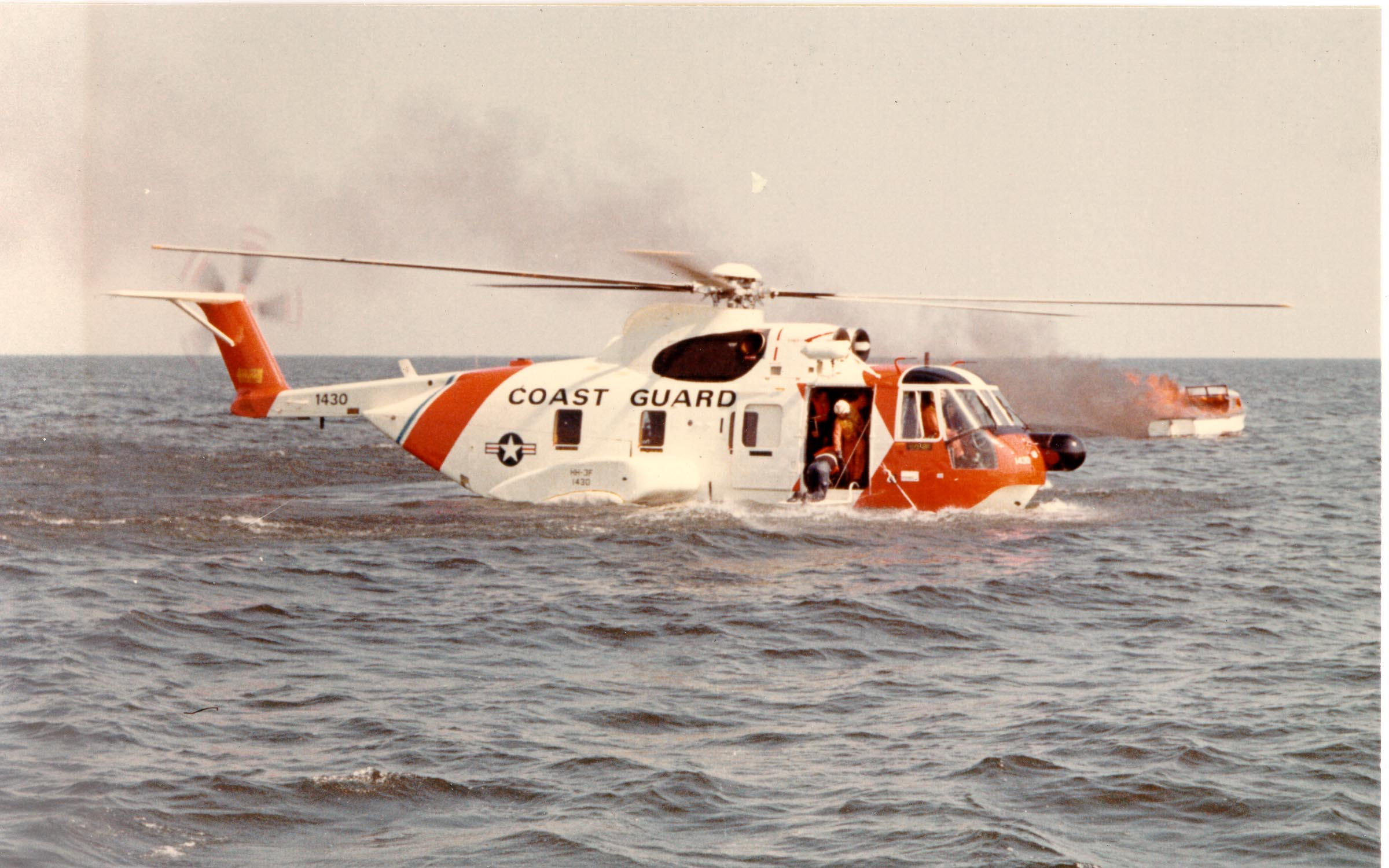
HH-3F Pelican de la USCG en el agua, demostrando su capacidad anfibia. También fue el primer HH-3F entregado a la Guardia Costera.

S-61R
Helicóptero de transporte militar, número de modelo de Sikorsky.
HR3S-1
Propuesto helicóptero de transporte para el Cuerpo de Marines de los Estados Unidos, cancelado.
S-61R-10
Prototipo operado por Sikorsky que fue volado por primera vez el 17 de junio de 1963.
S-61R-12
Una aeronave para la Fuerza Aérea Argentina con el estándar del HH-3F.
CH-3C
Helicóptero de transporte militar de largo alcance para la Fuerza Aérea de los Estados Unidos, 75 construidos.
CH-3E
Helicóptero de transporte militar de largo alcance para la Fuerza Aérea de los Estados Unidos. 41 convertidos desde CH-3C, más 45 fabricados nuevos.
HH-3E Jolly Green Giant
Helicóptero de búsqueda y rescate de largo alcance para la Fuerza Aérea de los Estados Unidos, 50 convertidos desde CH-3E.
MH-3E
Versión de Operaciones Especiales para la Fuerza Aérea de los Estados Unidos.
VH-3E
Helicóptero de transporte VIP de la Fuerza Aérea de los Estados Unidos.
HH-3F “Pelican”
Helicóptero de búsqueda y rescate de largo alcance para la Guardia Costera de los Estados Unidos, 40 construidos.
AS-61R (HH-3F Pelican)
Helicóptero de búsqueda y rescate de largo alcance construido desde 1974 bajo licencia en Italia por Agusta, 22 construidos.

## Operadores

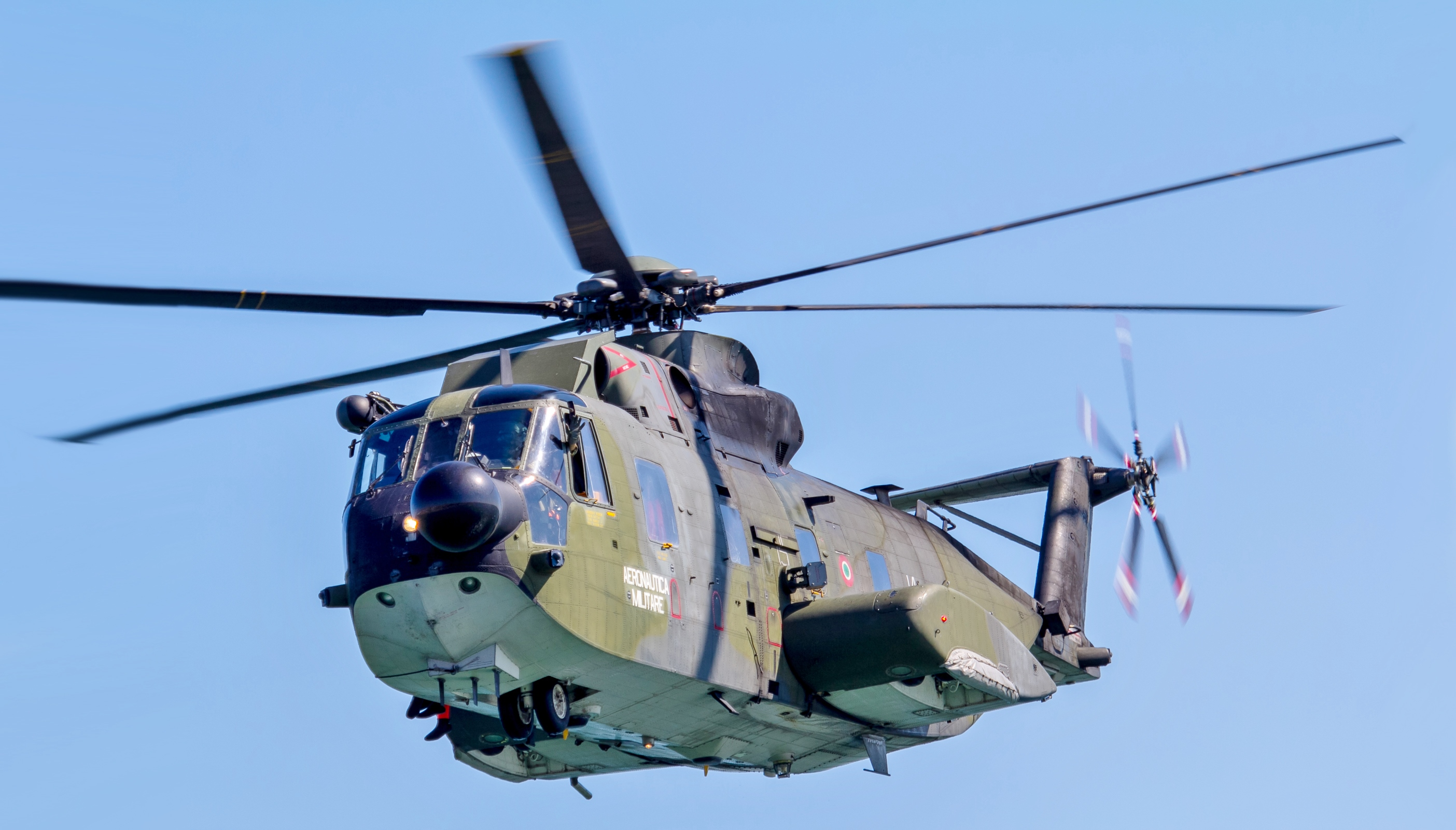
Un helicóptero HH-3 italiano.

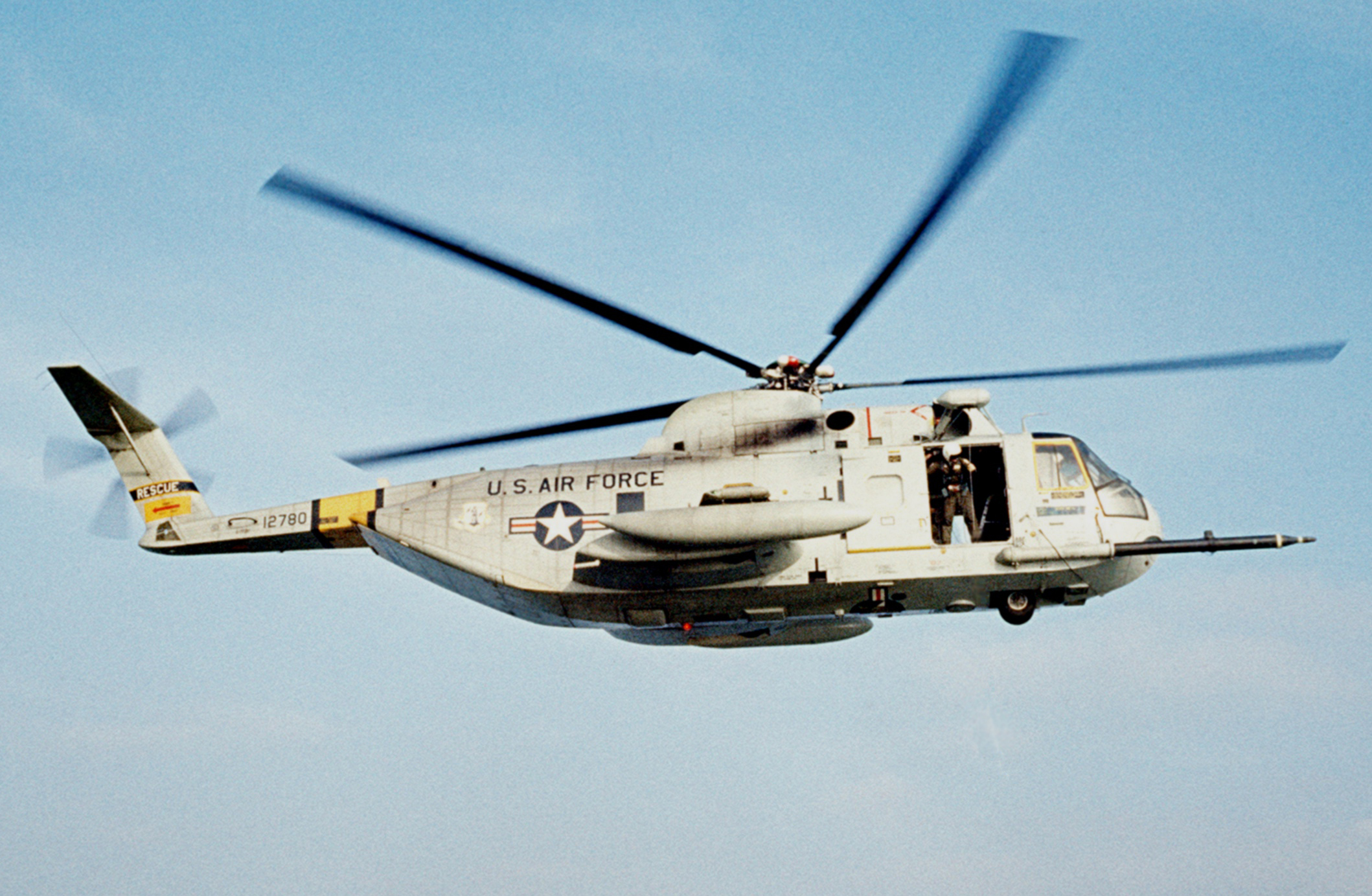
Un HH-3E del 129th ARRG sobre California.

### Civiles
Estados Unidos
- Croman Helicopters[12]
- Erickson[13]

### Militares
Túnez
- Fuerza Aérea Tunecina[14]

### Antiguos operadores
Argentina
- Fuerza Aérea Argentina[15][16]

 Estados Unidos
- San Bernardino County Sheriff[17]
- Fuerza Aérea de los Estados Unidos[18][19]
- Guardia Costera de los Estados Unidos[20]

 Italia
- Aeronautica Militare[9][21]

## Aeronaves en exhibición

### Argentina
- H-02: S-61R en exhibición estática en el Museo Nacional de Aeronáutica en Morón (Buenos Aires).[22] Fue usado anteriormente como helicóptero presidencial.

### Estados Unidos
- 44010: CH-3C almacenado en el Yanks Air Museum en Chino (California).[23][24]
- 62-12581: CH-3C en exhibición estática en el Air Force Flight Test Center Museum en la Edwards Air Force Base, cerca de Rosamond (California).[25][26]
- 63-9676: CH-3E almacenado en el Museo Nacional de la Fuerza Aérea de Estados Unidos en la Base de la Fuerza Aérea Wright-Patterson en Dayton (Ohio).[10]
- 65-5690: CH-3E en exhibición estática en el Aerospace Museum of California en el Sacramento McClellan Airport (antigua McClellan AFB) en Sacramento (California).[27]
- 64-14232: H-3E en exhibición estática en la Kirtland Air Force Base en Albuquerque (Nuevo México).[28]
- 65-12784: HH-3E en exhibición estática en el Air Park en Hurlburt Field en Mary Esther (Florida).[29]
- 65-12797: CH-3E en exhibición estática en el Carolinas Aviation Museum en Charlotte (Carolina del Norte).[30]
- 66-13290: HH-3E en exhibición estática en el Francis S. Gabreski Air National Guard Base en Westhampton (Nueva York).[31] Esta es la aeronave en la que Leland T. Kennedy ganó la primera de sus dos Cruces de la Fuerza Aérea.
- 67-14703: HH-3E en exhibición estática en el Museum of Aviation en la Robins Air Force Base en Warner Robins (Georgia).[32]
- 67-14709: HH-3E en exhibición estática en el Museo Nacional de la Fuerza Aérea de Estados Unidos en la Base de la Fuerza Aérea Wright-Patterson en Dayton (Ohio).[11]
- USCG 1476: HH-3F en exhibición estática en el Pima Air and Space Museum, junto a la Base de la Fuerza Aérea Davis-Monthan en Tucson (Arizona).[33]
- USCG 1484: HH-3F en exhibición estática en la Winvian Farm en Morris (Connecticut). Modificado como habitación de invitados.[34][35]
- USCG 1486: HH-3F en exhibición estática en el National Naval Aviation Museum en la Naval Air Station Pensacola en Pensacola (Florida).[36]

## Especificaciones (HH-3E)
Referencia datos: Evergreen, Globalsecurity

### Características generales
- Tripulación: Tres
- Capacidad: 28 pasajeros
- Carga: 2948 kg
- Longitud: 22 m
- Diámetro rotor principal: 19 m
- Altura: 5,51 m
- Área circular: 280,5 m2
- Peso vacío: 6051 kg
- Peso máximo al despegue: 10 002 kg
- Planta motriz: 2× turboeje General Electric T58-GE-10.
  - Potencia: 1000 kW (1400 shp) cada uno.
- Capacidad de combustible: 2590 l

### Rendimiento
- Velocidad máxima operativa (Vno): 265 km/h
- Alcance: 1443 km
- Techo de vuelo: 6400 m (21 000 pies) (con efecto suelo); 5334 m (17 500 pies) (sin efecto suelo)
- Régimen de ascenso: 11,3 m/s (2220 pies/min) (con efecto suelo); 6,6 m/s (1300 pies/min) (sin efecto suelo)
- Carga del rotor: 36 kg/m2

### Armamento
- Armas de proyectiles: Armas de puerta en varias versiones

### Desarrollos relacionados
- SH-3 Sea King
- Sikorsky HH-52 Seaguard
- CH-53 Sea Stallion
- HH-53 "Super Jolly Green Giant"/MH-53 Pave Low

### Aeronaves similares
- Mi-14 Haze

### Secuencias de designación
- Secuencia S-_ (interna de Sikorsky): ← S-58 - S-59 - S-60 - S-61 (S-61L/N, S-61R) - S-62 - S-63 - S-64 →
- Secuencia HR_B (Helicópteros de Transporte de la Armada estadounidense, 1944-1962 (Sikorsky, 1928-1962)): HRS - HR2S - HR3S
- Secuencia H-_ (Helicópteros estadounidenses, redesignación de 1962 usando números antiguos): H-1 (UH-1/N/Y, AH-1/J/T/W/Z) - H-2/G/Tomahawk - H-3 (CH-3/HH-3) - H-4 - H-5 - H-6 (OH-6, AH-6, MH-6)
- Secuencia de designación de aeronaves de las Fuerzas Armadas Italianas: Q-1 - G-2 - H-3D/H-3F - G-4 - Q-7 - AV-8 →

### Listas relacionadas
- Anexo:Aeronaves de la Fuerza Aérea de los Estados Unidos (históricas y actuales)
- Anexo:Aeronaves militares de los Estados Unidos (navales)